# Schizotetranychus indicus
Schizotetranychus indicus är en spindeldjursart som beskrevs av Gupta 1994. Schizotetranychus indicus ingår i släktet Schizotetranychus och familjen Tetranychidae. Inga underarter finns listade i Catalogue of Life.